# روشنکوه
روشنکوه، روستایی است از توابع بخش چهاردانگه شهرستان ساری در استان مازندران ایران است. ساکنان این روستا از بهائیان مازندران می‌باشند.

## تصرف و خلع ید اراضی مردم توسط دولت
در سال ۱۳۹۵ شکایتی ازسوی سازمان منابع طبیعی طرح شد مبنی براینکه تعدادی از اراضی روستای روشنکوه پیشتر جنگل بوده توسط تعدادی از مردم تصرف شده‌است. دادگاه به نفع اداره منابع طبیعی رأی داد و حکم خلع ید و قلع و قمع منازل مسکونی و دیگر املاک را صادر کرد.
منابع خارجی نظیر صدای آمریکا (بخش فارسی) و ایران اینترنشنال معتقدند این اقدام به بهانه محیط زیست بوده و زمین‌های سنددار بوده‌اند. روستائیان نیز ادعا کرده‌اند که با بررسی نقشه‌ها و تطبیق آنها با زمین‌ها می‌توان پی برد که نه‌تنها به حریم جنگل تجاوز نکرده‌اند بلکه در طی چند دهه اخیر، ده‌ها هزار متر زمین کشاورزی ایشان تحت تصرف منابع طبیعی قرار گرفته‌است.

## جمعیت
این روستا در دهستان گرماب قرار داشته و براساس آخرین سرشماری مرکز آمار ایران که در سال ۱۳۸۵ صورت گرفته، جمعیت آن ۳۴نفر (۱۵خانوار) بوده‌است.

### دین
ساکنان این روستا از بهائیان مازندران می‌باشند.